# Cisco PIX
Cisco PIX (Private Internet Exchange) — межсетевой экран с преобразованием сетевых адресов (NAT), выпускавшийся американской компанией Cisco Systems. Один из первых продуктов в этом сегменте рынка.
В 2005 году компания Cisco представила новый продукт под названием Cisco ASA (Adaptive Security Appliance), который унаследовал многое из особенностей PIX, а в 2008 было объявлено о завершении продаж продуктов линейки PIX.
Модули Cisco FWSM (FireWall Service Module), аналогичные Cisco PIX по функционалу, могут устанавливаться в коммутаторы Cisco серии 6500 и маршрутизаторы серии 7600.

## История
Устройство было разработано в 1994 году инженерами компании Network Translation как функциональный аналог телефонной станции PBX (Private Branch Exchange, производным от чего и стало название PIX) с целью решения проблемы нехватки публичных IP-адресов. Разработчики хотели скрыть блок частных адресов за одним или несколькими публичными — так же, как это делается в АТС для внутренних телефонов.
В 1995 году Cisco приобрела Network Translation.
28 января 2008 года Cisco объявила о прекращении разработки и продаж для всей линейки продуктов Cisco PIX Security Appliances.